# Historia de la celiaquía
La celiaquía o enfermedad celíaca fue descrita por primera vez hace aproximadamente 2.000 años.  Su historia se divide en varias fases, cada una impulsada por un avance en el diagnóstico y un conocimiento más profundo de la patogénesis de la enfermedad.
En sus comienzos, la enfermedad celíaca fue considerada una indigestión crónica y se ignoraba su relación con la comida. Más tarde se comprobó que dependía de una intolerancia permanente a la gliadina (principal fracción tóxica del gluten, presente en el trigo, cebada, centeno, avena y todas sus variedades e híbridos). Actualmente, se conoce su carácter autoinmune sistémico, ya que la respuesta inmunitaria anormal causada por el gluten puede atacar a cualquier parte del organismo.

## Primeras descripciones: siglosIyIId.C.
Las primeras descripciones sobre celíacos fueron realizadas durante los siglos i y ii d. C. por el médico griego Areteo de Capadocia, con una clara referencia a la existencia de una enfermedad caracterizada por aparecer en sujetos desnutridos, con deposiciones abundantes y malolientes, con alimentos sin digerir «... una enfermedad celíaca de naturaleza crónica ...», nombre derivado de la palabra griega koiliakos (trastorno del intestino).
Areteo de Capadocia residía en el este de Turquía, junto a la zona denominada del «Creciente Fértil», ubicada en el Oriente Próximo, entre los ríos Tigris, Éufrates y el alto Nilo. En esta zona nació el cultivo de cereales, particularmente trigo y cebada, durante el período Neolítico, después de la última glaciación. Con el desarrollo de la cocción y de la agricultura, el trigo se convirtió en un soporte principal del gran crecimiento de la población en los sucesivos milenios.

## sigloXIX: relación con la dermatitis herpetiforme
En 1884, Louis Dühring describió por primera vez la dermatitis herpetiforme (DH), aunque sin una clara delimitación de otras enfermedades cutáneas que cursan con ampollas. La primera sugerencia de la relación entre la DH y la enfermedad celíaca se hizo en 1955, y, diez años más tarde, se estableció una relación sólida.
En 1888, Samuel Gee en Gran Bretaña, hizo la primera descripción clínica de la enfermedad celíaca, realizada con gran rigor y mucho detalle, sugiriendo que «si el paciente puede ser curado por completo, debe ser por medio de la dieta».

## sigloXX: descubrimiento del causante (el gluten)
Durante el comienzo del siglo xx se experimentaron diferentes dietas de supresión de hidratos de carbono, con cierto éxito, pero sin un claro reconocimiento de los componentes tóxicos.
Aunque se había sospechado un rol de los carbohidratos, la relación con el trigo no fue hecha antes de los años cuarenta por el pediatra holandés Dr. Willem Karel Dicke. Es probable que el mejoramiento clínico de sus pacientes durante la hambruna holandesa de 1944 (durante la cual, la harina fue escasa) puede haber contribuido a su descubrimiento. Dicke observó que la escasez de pan llevó a una significativa caída en la tasa de muerte entre los niños afectados por la enfermedad celiaca de más de un 35 % a esencialmente cero. Él también reportó que una vez que el trigo estuvo de nuevo disponible después del conflicto, la tasa de mortalidad subió a los niveles previos.
El gran avance sucedió en 1950, cuando el citado pediatra demostró, en su tesis doctoral, que si se excluía el trigo, la avena y el centeno, la enfermedad celíaca mejoraba drásticamente. Dicke descubrió esta asociación por observación en tiempos de guerra, pues la papilla que suministraba a los niños en el hospital contenía trigo u otros productos vegetales, en función de lo que estaba disponible. Dos años más tarde, Anderson demostró que el gluten del trigo y el centeno era el factor perjudicial. La relación con el gluten del trigo fue hecha en 1952 por un equipo de Birmingham, Inglaterra. La confirmación llegó en 1953 con Weijers y Van de Kamer, colegas de laboratorio de Dicke.
La atrofia vellositaria fue descrita por el médico británico John W. Paulley en 1954 en muestras tomadas de una cirugía. Esto condujo al desarrollo de técnicas para toma de muestras del intestino delgado (cápsula de Crosby-Kugler y posteriormente, la endoscopia).
En 1958 se reportó por primera vez la existencia de anticuerpos circulantes, que sugieren un mecanismo inmunológico y proporcionan técnicas de detección no invasivas.
La tendencia familiar a desarrollar la enfermedad celíaca llevó al estudio de marcadores genéticos. La concurrencia de al menos el 75 % en gemelos monocigóticos, sugiere un claro componente genético, confirmado por estudios de antígenos HLA.
En 1962 se apuntó por primera vez que el linfoma de intestino delgado era una complicación de la enfermedad celíaca. Actualmente, se conoce la asociación de la enfermedad celíaca con el linfoma intestinal y otros tipos de cáncer, especialmente adenocarcinoma del intestino delgado, de faringe y linfomas de esófago,
 con ulceraciones del intestino delgado y una serie de trastornos inmunológicos. El riesgo de malignidad disminuye con el seguimiento de la dieta libre de gluten, sobre todo si se inicia durante los primeros años de vida.
En 1992, Michael Marsh de Oxford y colaboradores describieron la clasificación histológica de las lesiones duodenales en cuatro estadios (I a IV) según su intensidad, señalando por vez primera que la atrofia vellositaria no es el único hallazgo, sino que el espectro de lesiones abarca desde cambios mínimos, con vellosidades conservadas acompañadas de infiltración inflamatoria tanto intraepitelial como submucosa.

## sigloXXI: nuevos criterios diagnósticos y definiciones
En 2008 el Ministerio de Sanidad y Consumo y la Agencia Española de Seguridad Alimentaria y Nutrición (AESAN) presentaron el Nuevo Protocolo de Detección Precoz de la Celiaquía, con una guía detallada sobre el Diagnóstico Precoz de la Enfermedad Celíaca, con el objetivo de que los profesionales sanitarios accedan a estos nuevos conocimientos sobre la enfermedad celíaca, los distintos patrones de presentación y la reforma de los criterios diagnósticos, especialmente de las formas no clásicas o atípicas, y así avanzar en un mejor y más temprano reconocimiento de las personas con celiaquía. Su aplicación permite un diagnóstico y tratamiento precoces, con las consiguientes ventajas sanitarias, sociales, laborales y económicas. Otro ejemplo de estas iniciativas es la Guía Práctica Clínica Sobre Diagnóstico y Tratamiento de la Enfermedad Celíaca, elaborada por la Secretaría de Políticas, Regulación y Relaciones Sanitarias, en el Marco del Programa Nacional de Garantía de Calidad del Ministerio de Salud de la Nación (MSAL) de Argentina.
En 2011, surge una nueva definición de intolerancia al gluten, con normalidad de anticuerpos específicos en sangre. La presencia de anticuerpos anti-TGt en la mucosa del intestino, que parece preceder a su presencia en el suero sanguíneo, es un nuevo método diagnóstico que puede ayudar a detectar la enfermedad celíaca, pero es una técnica compleja y su empleo todavía no está generalizado en la práctica clínica. En 2018, una actualización del protocolo de diagnóstico precoz fue editada en España, en la que, entre otras novedades, se incluye esta prueba para ayudar a identificar los casos de difícil diagnóstico.